# Rachel Wall
Rachel Wall (c.1760 – 8 de outubro de 1789) foi uma pirata americana e a última mulher a ser enforcada em Massachusetts. Ela também pode ter sido a primeira mulher americana a se tornar uma pirata.

## Biografia

### Início da vida
Wall nasceu com o nome de Rachel Schmidt numa família de presbiterianos de Carlisle, província de Pensilvânia. Quando era uma criança, morava numa fazenda fora de Carlisle, mas não era feliz lá. Após se tornar uma jovem, ela preferiu áreas próximas ao mar, mas foi atacada por um grupo de meninas nas docas e resgatada por um homem chamado George Wall. Os dois se apaixonaram e, apesar das preocupações de sua mãe, casaram-se.

### Carreira como uma pirata
Quando George foi navegar numa escuna de pesca, depois que os recém-casados se mudaram para Boston, Rachel assumiu o cargo de serventa. Quando George retornou, trouxe consigo cinco marinheiros e suas amantes, e persuadiu Rachel para se juntar a eles. A uma semana, eles gastaram todo o dinheiro e a escuna voltou a navegar novamente, sobre a qual George sugeriu que todos se tornassem piratas. Ele pegou outra escuna emprestada de um amigo, e a tripulação voltou a zarpar.
Rachel e o resto da tripulação saquearam na Ilha dos Shoals, logo na costa de Nova Hampshire. Após as tempestades, Rachel ficou no convés e gritou por ajuda. Quando os transeuntes vieram ajudá-la, foram mortos e todos os seus bens foram roubados. A tripulação conseguiu capturar doze barcos, roubando seis mil dólares, uma quantidade indeterminada de objetos de valor e assassinando vinte e quatro marinheiros, todos entre 1781 e 1782.

### Prisão e execução
Eventualmente, após seu marido e a tripulação terem sido levados para o mar por acidentes, Rachel voltou para Boston e retomou o seu papel de serventa. No entanto, ela ainda gostava de ir às docas e se esgueirar para barcos abrigados, roubando coisas de dentro deles. Seu roubo final ocorreu quando viu uma jovem chamada Margaret Bender, que usava um gorro que Rachel cobiçava. Ela tentou roubá-lo e rasgar a língua de Margaret, mas foi pega e presa. A 10 de setembro de 1789, Wall foi julgada por tentativa de roubo, mas solicitou que fosse julgada como pirata, embora soubesse que nunca havia matado ninguém. Porém, ela terminou sendo acusada de roubo e condenada à execução por enforcamento no dia 8 de outubro de 1789. Relatos indicam que ela tenha citado como suas palavras finais: "...nas mãos do Deus Todo-Poderoso, cometo minha alma, confiando na sua misericórdia... e morro como um membro indigno da Igreja Presbiteriana, no 29º ano de minha vida". Sua morte marcou a última ocasião em que uma mulher foi enforcada em Massachusetts.

### Nota
- Este artigo foi inicialmente traduzido, total ou parcialmente, do artigo da Wikipédia em inglês cujo título é «Rachel Wall», especificamente desta versão.

## Leituras complementares
- Life, last words and dying confession, of Rachel Wall: who, with William Smith and William Dunogan, were executed at Boston, on Thursday, October 8, 1789, for high-way robbery (Borda impressa de Boston)
- Boston's Histories: Essays in Honor of Thomas H. O'Connor por Thomas H. O'Connor, James M. O'Toole, e David Quigley. ISBN 1-55553-582-8
- The Power of the Press: The Birth of American Political Reporting por Thomas C. Leonard. ISBN 0-19-503719-7